# HathiTrust
HathiTrust — репозиторий цифрового контента научных библиотек, включая контент, оцифрованный в рамках проектов Internet Archive и Google Books, а также оцифрованный местными библиотеками.

## История
Библиотека была основана Комитетом по институциональному взаимодействию и Калифорнийским университетом. Включает в себя контент десятков цифровых библиотек США, Канады и Европы и использует структуру совместного управления. Финансовое содержание оплачивается библиотеками-участницами проектами и их объединениями. Администрируется Индианским и Мичиганским университетами.
В сентябре 2011 года против сайта был подан иск американским писательским профсоюзом «Гильдия авторов» по поводу нарушения авторского права, но выиграл процесс «Authors Guild, Inc. v. HathiTrust» в Федеральном окружном суде Южного округа Нью-Йорка в октябре 2012 года. Суд постановил, что использование книг, отсканированных Google Books, является добросовестным использованием по законам США на основании доктрины трансформативности произведений в авторском праве США. 10 июня 2014 года Апелляционный суд второго округа США подтвердил решение и послал в суд прошлой инстанции запрос об изучении вопроса, могут ли истцы доказать свою точку зрения, положенную в основание иска в отношении HathiTrust.
В октябре 2015 года репозиторий насчитывал более 13,7 миллионов томов, в том числе 5,3 миллиона томов, находящихся в свободном доступе в США. В 2016 году возможности HathiTrust использовали 6,17 миллиона пользователей из 237 стран.